# McMahon-linie

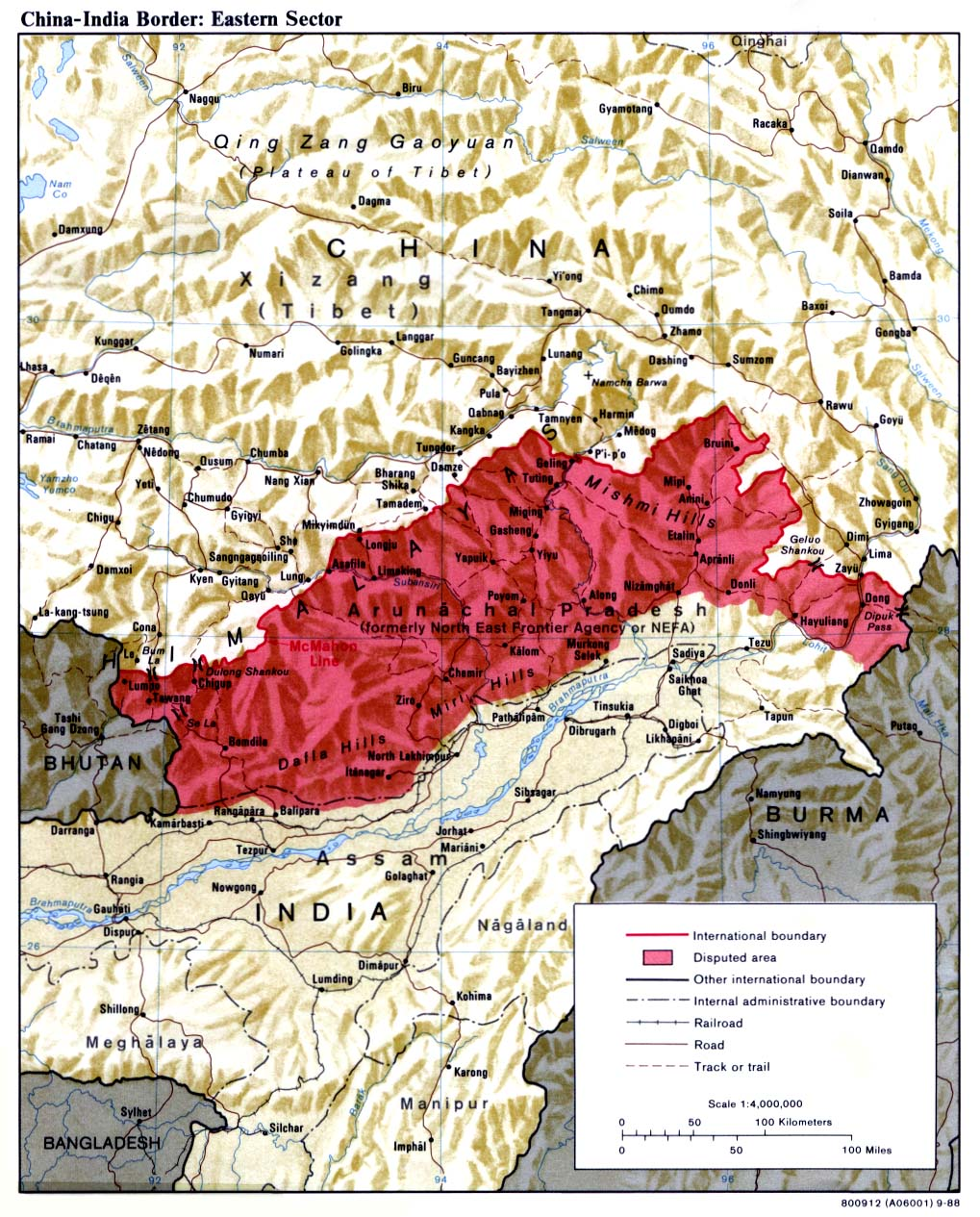
McMahon-linie

De McMahon-linie is een demarcatielinie die overeengekomen werd tussen Brits-Indië en Tibet tijdens de Simla-conventie in 1914.
De linie is genoemd naar de minister van Buitenlandse Zaken van Brits-Indië in die tijd, Henry McMahon, die hoofdonderhandelaar was tijdens de conventie. De grens heeft een lengte van 890 km en loopt van Bhutan in het westen naar de grote kromming van de rivier Brahmaputra in het oosten.
De grens werd eerst vergeten totdat in 1935 de Britse officier Olaf Caroe de regering overhaalde de linie op de officiële kaarten te zetten. Hoewel de juridische status van de grenslinie later door China betwist werd, is het sindsdien feitelijk de grens tussen India en de Volksrepubliek China.